# 鉄甲宗五郎
鉄甲 宗五郎（てつかぶと そうごろう、1888年2月23日 - 1943年9月12日）は、大阪府大阪市城東区鴫野出身で朝日山部屋、熊ヶ谷部屋に所属した大相撲力士。本名は井口 惣三郎。13代朝日山。最高位は大阪では大関、東京では西前頭15枚目（番付外付出）。173cm、94kg。

## 来歴
大阪相撲の11代朝日山に入門、出身地の名前を取った鴫ノ森を名乗った後、部屋ゆかりの二瀬川（二タ瀬川）をもらい1909年5月十両、1910年5月入幕し翌場所前頭3枚目まで上がった。しかし兄弟子の相生枩五郎の勧誘により、千船川浪之助とともに東上し、四股名を鉄甲に改め、1911年6月前頭15枚目格に付出されたものの、病後であったので不成績に終わり、この1場所で大阪相撲に戻った。
二瀬川に戻って1912年5月十両格で復帰すると1913年1月帰り入幕で8勝1敗の最優秀成績。5月には関脇に登る。全休して番付から名が消えたこともあったものの1917年6月前頭筆頭で2度目の最優秀成績を残した。1918年1月大錦大五郎の12代朝日山返上（当初から1年のみの襲名の予定だった）に伴い13代朝日山 四郎右衛門を二枚鑑札で襲名。1919年1月大関に昇進したものの以後は振るわず4場所で関脇に下がり1921年6月前頭3枚目で全休して引退、頭取専務となった。
引退後は大阪角力協会取締役として、東西合併に貢献した。頭脳的相撲で勝ち味が速く、美男子で人気があった。

## 成績
- 幕内1場所2勝8敗（東京）
- 幕内19場所71勝30敗8分8預（大阪）

## 改名
鴫ノ森→二瀬川→鉄甲→二瀬川→朝日山